# Paul Palgen
Paul Palgen (Audun-le-Tiche, 9 d'octubre de 1883 - Lieja, 6 d'agost de 1966) fou un poeta luxemburguès d'origen francès.
Pagen exercí professionalment d'enginyer civil. Per això, estudià a Lovaina i s'integrà a la plantilla del Grup Arbed al Brasil.

## Condecoracions
- Comandant de l'Orde de la Corona de Roure (promoció de 1954)[1]